# Schmied (Familienname)
Schmied ist ein deutscher Familienname.

## Herkunft und Bedeutung
Schmied ist ein Berufsname und bezieht sich auf den Schmied.

## Namensträger
- Alexandra Schmied (* 1990), deutsche Musikerin
- Anatol Schmied-Kowarzik (* 1968), österreichischer Historiker
- Andreas Schmied (* 1976), österreichischer Filmregisseur und Drehbuchautor
- Augustin Schmied (* 1932), deutscher Ordenspriester und Theologe
- Benno Schmied (1914–1995), deutscher Fußballspieler
- Claudia Schmied (* 1959), österreichische Politikerin (SPÖ)
- Elisabeth Schmied (* 1980), österreichische Schriftstellerin und Drehbuchautorin
- Erhard Schmied (* 1957), deutscher Autor und Schriftsteller
- Erich Schmied (1907–1987), deutscher Verwaltungsjurist
- Erika Schmied (* 1935), deutsche Fotografin und Grafikerin
- Ernst Schmied (1924–2002), Schweizer Bergsteiger
- Frédéric Schmied (1893–1972), Schweizer Bildhauer
- Fritz Schmied (1921–1981), Schweizer Koch und Butler
- Gerhard Schmied (1940–2020), deutscher Kultursoziologe
- Hans-Ulrich Schmied (* 1947), deutscher Ruderer
- Harald Schmied (1968–2018), österreichischer Journalist
- Hermann Schmidt-Schmied (1924–2010), deutscher Maler
- Horst Schmied (* 1935), deutscher Maler
- Jaro Schmied (1906–2006), österreichischer Violinist und Komponist
- Joël Schmied (* 1998), Schweizer Fußballspieler
- Josef Schmied-Kowarzik (1850–1935), österreichischer Privatgelehrter und Fechtsporthistoriker
- Josef J. Schmied (* 1955), deutscher Anglist
- Karl Schmied (1933–2006), deutscher Buddhist und Meditationslehrer
- Kurt Schmied (1926–2007), österreichischer Fußballspieler
- Kurt Schmied (Radsportler) (* 1965), österreichischer Radsportler
- Raphael Schmied (* 1995), Schweizer Unihockeyspieler
- Richard Schmied, österreichischer Radrennfahrer
- Ulrich Schmied († vor 1541), Schmied und Anführer im Bauernkrieg
- Walter Schmied (* 1953), Schweizer Politiker (SVP)
- Walther Schmied-Kowarzik (1885–1958), österreichischer Philosoph
- Wieland Schmied (1929–2014), österreichischer Literaturwissenschaftler
- Wilfried Schmied (* 1943), deutscher Politiker (CDU)
- Wilhelm Schmied (1910–1984), deutscher Maler und Grafiker
- Wolfdietrich Schmied-Kowarzik (* 1939), deutscher Philosoph